# Perfurador de cartão

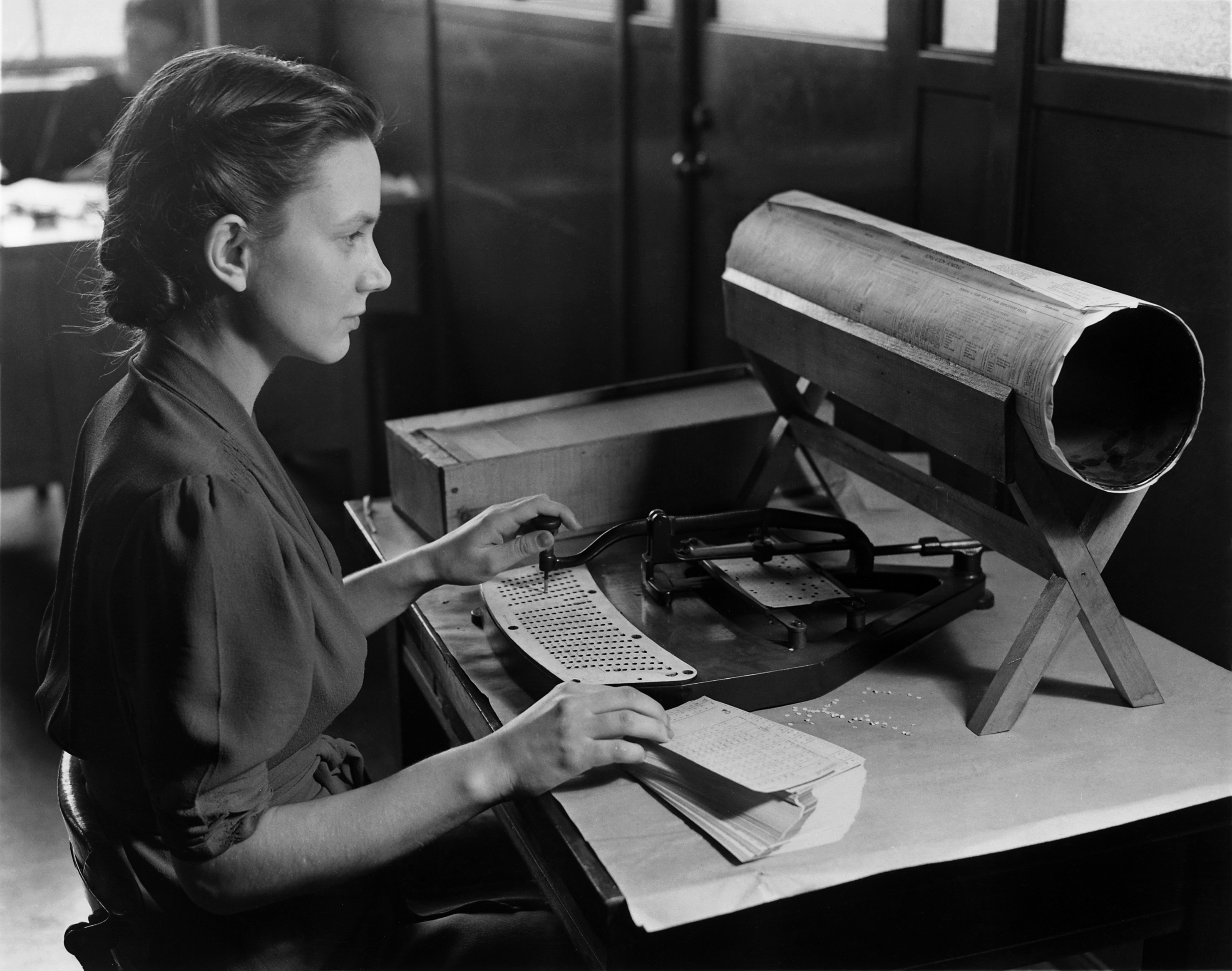
Mulher usando um perfurador de cartão para tabelar o Censo dos Estados Unidos, começo do século XX.

Perfurador de cartão é um mecanismo utilizado para inserir manualmente informações em cartões perfurados, em pontos designados por teclas pressionadas pelo operador. Os primeiros modelos, surgidos no final do século XIX, usavam dispositivos manuais, que foram posteriormente aperfeiçoados e mecanizados.
Em muitos departamentos de processamento de dados as informações nos cartões perfurados eram verificadas por digitar as mesmas informações uma segunda vez, comparando-a com o original. Com a popularização do mecanismo cresceu também a demanda por operadores de perfurador, normalmente mulheres que trabalhavam em horário integral em máquinas de perfuração e verificação, em departamentos exclusivos com dezenas ou centenas de outras operadoras.
A demanda pelo mecanismo permaneceu até a década de 1970, mas ele se tornou rapidamente obsoleto com o surgimento dos terminais computadorizados.